# Boule bretonne à un plomb
La boule bretonne à un plomb est une variante du jeu de boule bretonne pratiquée dans le Finistère, en Bretagne. Il existe trois associations de boules à un plomb situées à Pont-de-Buis-lès-Quimerch, à Telgruc-sur-Mer et à Quimper.
La boule bretonne à un plomb est inscrite à l’Inventaire du patrimoine culturel immatériel en France.

## Historique
L’usage de boules plombées en Bretagne remonte probablement au moins à la fin du XIXe siècle : la « boule bretonne lestée de plomb » est en effet déjà qualifiée de « jeu national oublié » par Charles Le Goffic en 1922.
Pendant l’entre-deux guerres, ce type de jeu est notamment pratiqué à Brest :

« On joue par quadrettes, ou par camps de trois, de quatre, parfois de six et de huit. L’art du joueur consiste à faire agir, ou « travailler » le plomb de sa boule « de fort » afin de l’approcher le plus possible du « maître », par des voies parfois inattendues. Certains joueurs acquièrent à cet exercice une dextérité merveilleuse. Ce sont les habitués : retraités, gendarmes maritimes, agents techniques, adjudants ou sergents d’infanterie de marine, dont le quartier est tout proche et qui, passionnés du jeu de boules, passent dans les allées le meilleur de leurs loisirs. Ils en connaissent les plus menus accidents de terrain, les détours les plus subtils ; il est rare que leur boule, lancée d’une main sûre, ne s’approche pas du « maître » à le frôler. »

A l’origine, les allées de jeu étaient dans les cafés, et l’on s’y retrouvait le dimanche pour jouer aux boules. A l’époque, les boules étaient en bois, aujourd’hui elles sont en résine, et ce depuis la fin des années 1960. Par la suite, les cafés ont commencé à fermer et les allées se sont faites de plus en plus rares. C’est pour cela qu’en 1972, l’association « La Boule Douffine » a vu le jour à Pont-de-Buis-lès-Quimerch. Les membres ont obtenu un bâtiment et ont construit une allée en terre battue, refaite à la fin des années 1980. Un nouveau local fut construit par la municipalité en 1987. Il existe également un club à Telgruc-sur-Mer.

## Règles du jeu
Le but du jeu de boules bretonnes à un plomb est rapprocher ses boules le plus près possible du petit, appelé « boulic ». La partie se déroule en équipe, de deux à quatre joueurs. Les boules mesurent entre 9 et 12 centimètres de diamètre et sont plombées afin de les déséquilibrer d’un côté et leur imprimer une trajectoire courbe permettant de contourner les boules déjà jouées. La partie débute par la lancer du boulic, qui ne doit pas se situer plus loin que le milieu de l’allée, et à plus de 1 mètre du fond. Ensuite, c’est l’équipe adverse qui lance ses premières boules, jusqu’à ce qu’elle obtienne l’avantage. Elles doivent obligatoirement rouler lors du lancer. Si elles touchent le fond de l’allée mais ne touchent aucune autre boule, elles sont éliminées. On compte les points à la fin de chaque mène. L’équipe qui a ses boules les plus proches du boulic remporte un point. La première équipe qui arrive à 10 points remporte la partie.